# Bertrand Andrieu
Jean-Bertrand Andrieu (Bordeaux, 4 de novembro de 1761 — Paris, 10 de dezembro de 1822) foi um gravador francês de medalhas.

## Biografia
Andrieu nasceu em Bordeaux. Na França ficou considerado como um restaurador de obras de arte, profissão que havia diminuído depois da época de Luís XIV, e durante os últimos vinte anos de sua vida, o governo francês o contratou para realizar várias restaurações.
Muitas de suas medalhas estão figuradas na Medallic History of Napoleon.